# Алемдар Мустафа-паша
Алемдар Мустафа-паша (*бл. 1755 —15 листопада 1808) — державний та військовий діяч Османської імперії, великий візир з 29 липня до 15 листопада 1808 року. Також відомий як Байрактар Мустафа-паша.

## Життєпис

### Кар'єра
Походив з албанської заможної родини. Син яничара Хаджи Гасан-аги. Народився у місті Хотин (сучасна Україна) близько 1755 року. Здобув початкову освіту, характерну для тогочасних військовиків. Перебував у яничарському корпусі під час російсько-турецької війни 1787—1791 років. Саме в ці роки він став байрактаром (прапороносцем). Те саме означає алемдар, але албанською. Після війни Мустафа продовжив службу у аяна (намісником) Рущука Ісмаїла Терсенікли-оглу, а близько 1800 року отримав придворний чин сіляхдара (гвардійця). У 1804 році стає аяном Разграда, а після смерті Терсеніклі-оглу у 1806 році — аяном Рущука.
У 1806 отримав почесні придворні чини капиджібаші (голова придверників) і першого емір-і ахура, або мірахура (конюшого), а з початком російсько-турецької війни 1806—1812 років був призначений валі (генерал-губернатором) Сілістрії і сераскером (командувачем військами) Дунайського фронту. З цього моменту Мустафа-паша стає одна з найбільш впливових фігур Румелійський еялету.
Він послідовно підтримував військово-адміністративні перетворення султана Селіма III і після його повалення яничарами 1807 року очолив таємний політичний гурток «Рущукських друзів» — противників реакційної політики нового султана Мустафи IV. Влітку 1808 Мустафа-паша з загоном прибічників висунувся з Рущука до Едірне, де об'єднався з силами великого візира Челебі Мустафи-паші. Під виглядом допомоги новому султану Алемдар Мустафа-паша прибув на чолі об'єднаних військ (15 тис. вояків) до Стамбулу. Побоюючись повернення на трон Селіма III і бажаючи зміцнити свої позиції, Мустафа IV наказав убити колишнього султана і свого брата Махмуда — останнього представника династії. Алемдару вдалося врятувати з рук катів Махмуда і звести його на трон, а самому зайняти пост великого візира, забезпечивши повернення до влади прихильників реформ.

### Великий візир
За короткий термін свого везірата зумів здійснити низку важливих кроків. Він ліквідував корпус босфорських ямаків (допоміжних підрозділів), які відігравали провідну роль в організації повстання проти Селіма III, і розправився з їх очільниками. Було придушено опір яничар, а їхні лідери Кесе Муса-паша і Атауллах-ефенді спочатку були відсторонені від посад, а потім страчені. Великий візир ініціював укладання окремих угод між впливовими аянамі Румелії та Анатолії, улемами і султаном — Сенед-і Іттіфак (Союзний пакт), який встановив права і привілеї провінційної знаті, її обов'язки по відношенню до держави. Мустафа-паша намагався продовжити реформи Селіма III зі створення нової армії, відновив військо Нової системи під назвою секбан-і джедід («нових секбанов»), відібрав у цивільних осіб військові патенти на платню есаме, заборонив яничарам займатися будь-якою діяльністю, окрім військової. Проте в повному обсязі передбачувані нововведення в яничарському корпусі не були здійснені через протидію султана Махмуда II, який побоювався посилення великого візира.
Загострена боротьба за вплив між прихильниками реформ і султанським двором, зростаюча непопулярність Мустафи-паші призвели до нового повстання яничар. Вночі проти 15 листопада 1808 року яничари оточили і підпалили резиденцію великого візира. Той сховався в башті палацу разом з гаремом. Усвідомивши безнадійність становища, він зажадав випустити жінок і викликав до себе командира яничарського загону. Коли яничари увірвалися в покої, Алемдар Мустафа-паша вистрілив в бочку з порохом і підірвав вежу. Тіло великого візира було виявлено лише через 3 дні після того, як пожежу загасили, що породило чутки про можливу втечу великого візира і сприяло ескалації напруженості.
Яничарський бунт не припинився, а перейшов на інших сановників, які підтримували Нову систему. Перемога яничар означала поразку реформаторських намірів Мустафи-паші. Так, військо секбан-і Джедід було розігнано, частину офіцерів вбито, казарми Левент і Селіміє спалено, друкарня в Ускюдарі розграбована і зруйнована.
Рештки Мустафи-паші було поховано в фортеці Йедікул, але в 1911 році через будівництво залізниці перепоховано в стамбульській мечеті Зейнеп Султан.